# Lerbålmossa
Lerbålmossa eller Stjärnbålmossa (Blasia pusilla) är en bladmossart som beskrevs av Carl von Linné. Enligt Catalogue of Life ingår Lerbålmossa i släktet Blasia och familjen Blasiaceae, men enligt Dyntaxa är tillhörigheten istället släktet Blasia och familjen Blasiaceae. Arten är reproducerande i Sverige. Inga underarter finns listade i Catalogue of Life.
Lerbålmossan har en vanligen 20 millimeter lång och 3-5 millimeter bred bål, som i allmänhet bildar stjärnformiga rosetter och på undersidan bär bladlika flikar, där dess kolonier av blågröna alger är placerade. Dess elliptiska sporkapslar är placerade på 20-30 millimeter långa skaft. Förökningen sker dels genom sporer, dels genom groddkorn som bildar flasklika utskott på bålens medelnerv. Arten vanlig på fuktiga ställen längs diken och sjöstränder.

## Bildgalleri

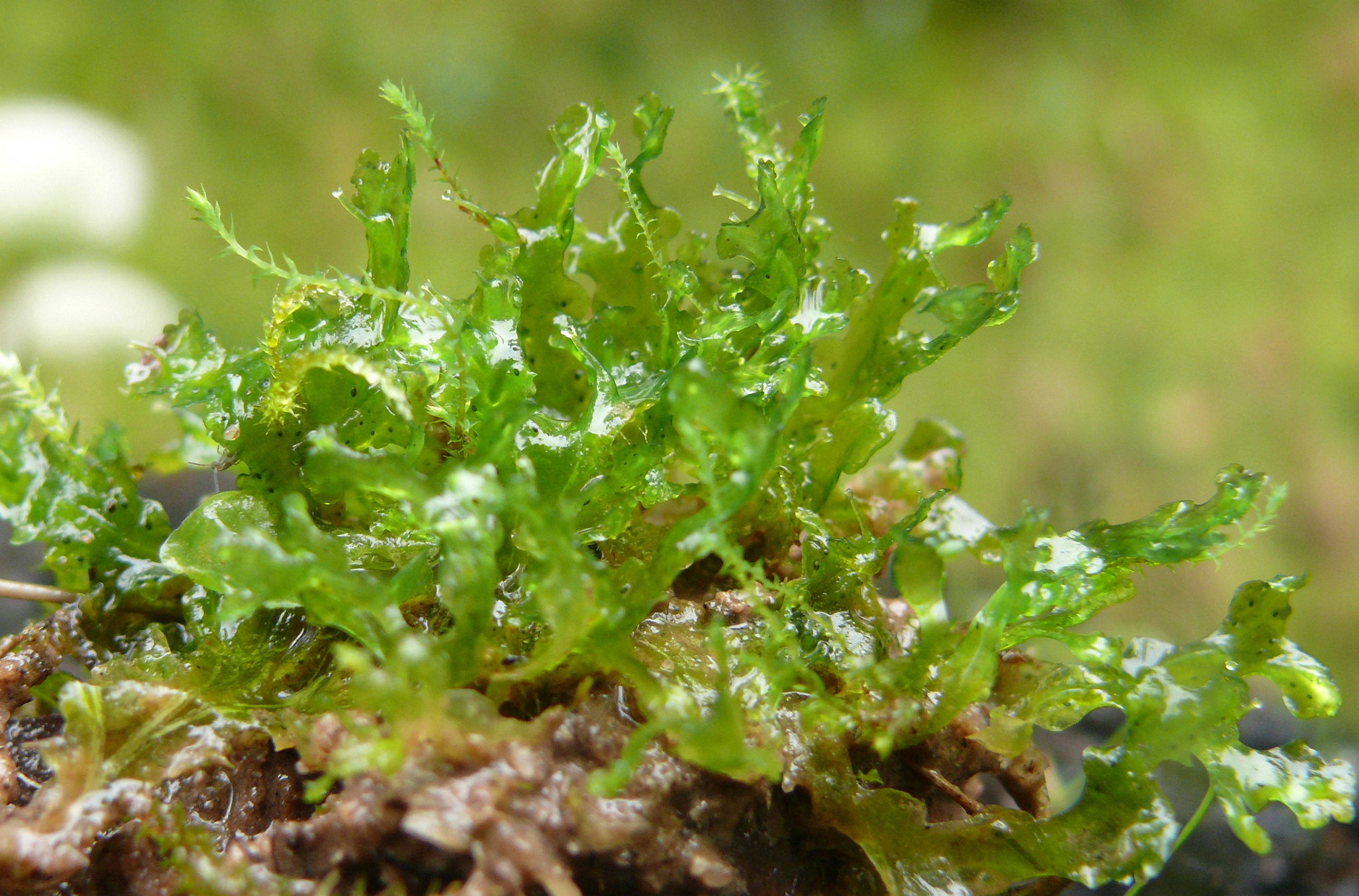
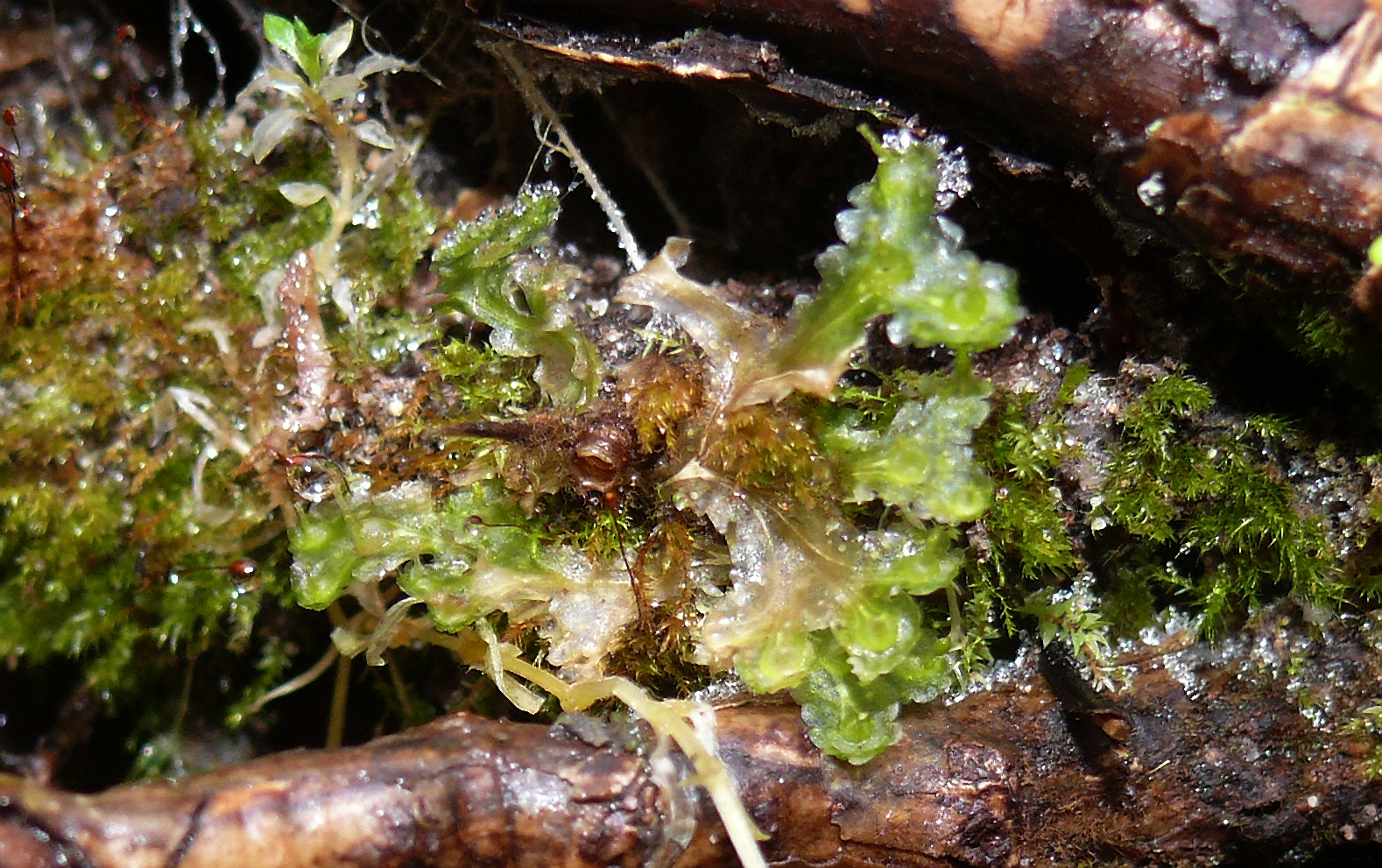
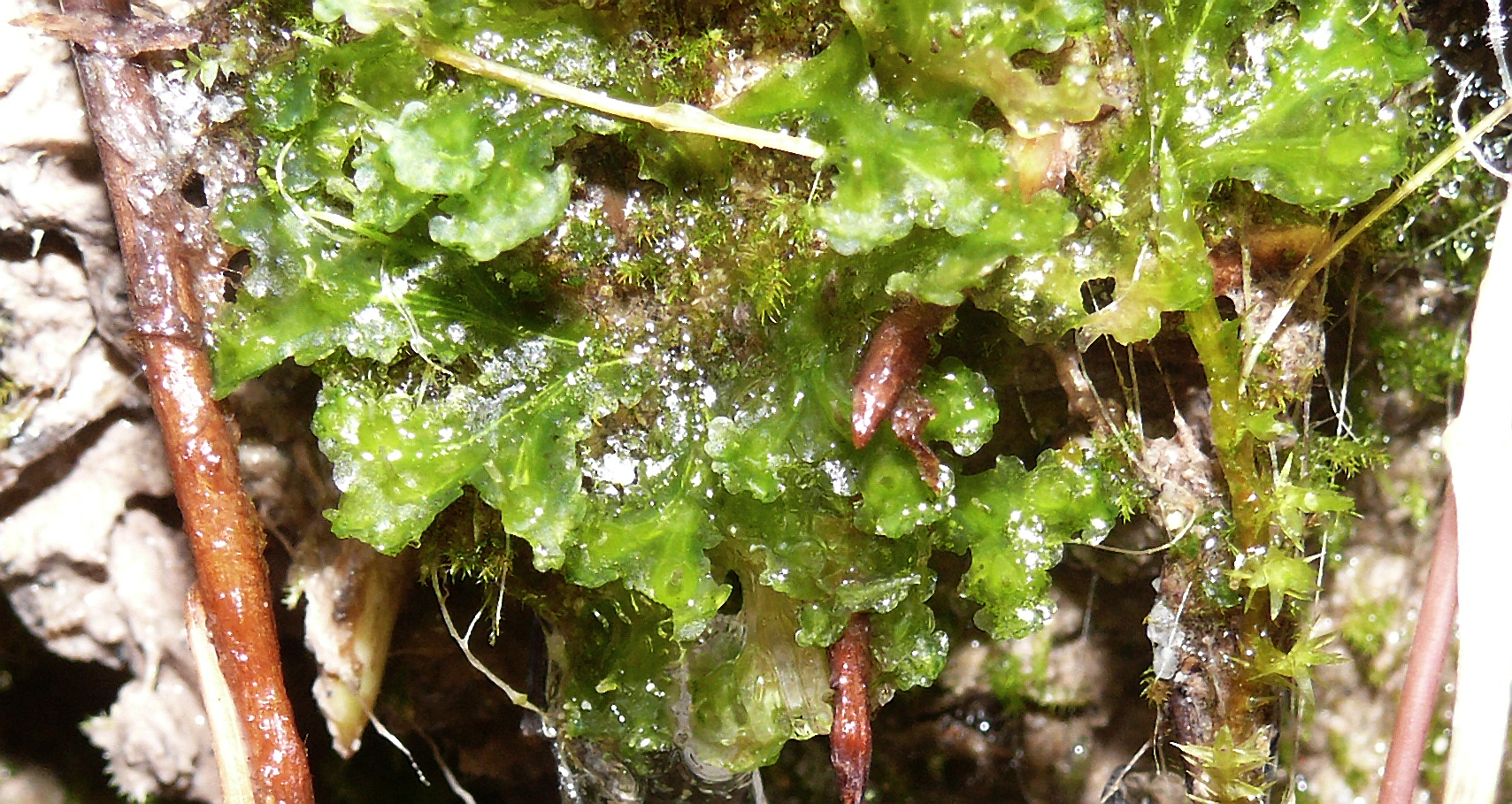